# Farkas Sándor (operaénekes)
Farkas Sándor (Keselymező, 1888. március 25. – Budapest, Józsefváros, 1970. június 17.) operaénekes (bariton).

## Élete
Farkas Ábrahám és Berkovics Ráchel fia. A budapesti Zeneakadémián Maleczky Bianka és Georg Anthes tanítványa volt. Milánóban továbbképezte magát.
1911-ben debütált a Kolozsvári Nemzeti Színházban Nilakantha (Delibes: Lakmé) szerepében. 1917-ben szerződtette a budapesti Operaházhoz. Január 6-án Georges Germont-ként (Verdi: La Traviata) mutatkozott be. A második zsidótörvény miatt pályatársainál egy évaddal később, 1940 júniusában távolították csak el a társulatból. Ez után csak az OMIKE Művészakciója keretében léphetett fel. A felszabadulás után egészen 1954-ig volt ismét az Opera tagja. Nyugdíjazása után kis szerepekben egészen 1957-ig szerepelt még.
Rendszeresen énekelt a Dohány utcai zsinagóga kórusában. Portréját Sárkány Gyula festette meg.
Repertoárja gerincét lírai bariton szerepek alkották.

## Magánélete
Házastársa Wirth Terézia volt, akit 1927. március 14-én Budapesten vett nőül.

## Szerepei
- Ifj. Ábrányi Emil: Don Quijote – A király
- Eugen d’Albert: Hegyek alján – Sebastiano
- Eugen d’Albert: A holt szemek – Arcesius
- Beethoven: Fidelio — Don Fernando
- Georges Bizet: Carmen – Escamillo
- Francesco Cilea: Adriana Lecouvreur – Michonnet
- Manuel de Falla: Rövid élet – Énekes
- Isidore de Lara: A fehér vitorlás – Egy énekes
- Léo Delibes: Lakmé — Nilakantha
- Dohnányi Ernő: A vajda tornya – Kund
- Donizetti: Lammermoori Lucia — Lord Ashton
- Erkel Ferenc: Hunyadi László – Gara nádor
- Erkel Ferenc: Bánk bán — Tiborc; Petúr bán
- Goldmark Károly: Sába királynője — Salamon király
- Goldmark Károly: Téli rege – Camillo
- Charles Gounod: Faust – Mefisztó
- Jacques Fromental Halévy: A zsidónő – Ruggiero
- Hubay Jenő: Karenina Anna – Szerpukovszkij herceg
- Hubay Jenő: Az álarc – Planta ezredes
- Kacsóh Pongrác: János vitéz – Bagó
- Wilhelm Kienzl: A bibliás ember – Johann
- Erich Wolfgang Korngold: Violanta – Simone Torvai
- Ruggero Leoncavallo: Bajazzók — Tonio
- Xavier Leroux: A csavargó – François
- Pietro Mascagni: Parasztbecsület – Alfio
- Jules Massenet: Manon – Lescaut
- Giacomo Meyerbeer: A hugenották – Nevers grófja
- Wolfgang Amadeus Mozart: Don Juan — címszerep
- Wolfgang Amadeus Mozart: Figaro lakodalma — Almaviva gróf
- Wolfgang Amadeus Mozart: A varázsfuvola – Öreg pap [Sprecher]
- Modeszt Petrovics Muszorgszkij: Hovanscsina – Saklovityij
- Otto Nicolai: A windsori víg nők — Fluth
- Jacques Offenbach: Hoffmann meséi — Lindorf; Coppelius; Dapertutto; Mirakel
- Poldini Ede: Farsangi lakodalom — Zoltán
- Giacomo Puccini: Manon Lescaut — Lescaut hadnagy
- Giacomo Puccini: Tosca — Scarpia báró
- Giacomo Puccini: Pillangókisasszony — Sharpless
- Giacomo Puccini: Bohémélet — Marcell
- Giacomo Puccini: A köpeny – Marcel
- Giacomo Puccini: Gianni Schicchi – Betto di Signa
- Giacomo Puccini: A Nyugat lánya – Jake Wallace
- Giacomo Puccini: Turandot – Ping
- Gioachino Rossini: A sevillai borbély — Figaro
- Camille Saint-Saëns: Sámson és Delila – Dágon főpapja
- Siklós Albert: A hónapok háza – A festő
- Richard Strauss: Salome – Jochanaan
- Richard Strauss: Ariadné Naxosban – Arlecchino
- Szabados Béla: Fanni – Gróf Cetti
- Ambroise Thomas: Mignon — Lothario
- Giuseppe Verdi: Rigoletto – címszerep
- Giuseppe Verdi: La Traviata — Georges Germont
- Giuseppe Verdi: Don Carlos – Egy szerzetes/V. Károly
- Giuseppe Verdi: Otello — Jago
- Giuseppe Verdi: Falstaff — Ford
- Richard Wagner: A bolygó hollandi — A Hollandi
- Richard Wagner: Tannhäuser — Wolfram von Eschenbach
- Richard Wagner: Lohengrin — Telramund; A király hirdetője
- Richard Wagner: A nürnbergi mesterdalnokok – Fritz Kothner
- Richard Wagner: A Nibelung gyűrűje – Donner; Gunther
- Richard Wagner: Parsifal — Amfortas
- Carl Maria von Weber: A bűvös vadász – Ottokar
- Ermanno Wolf-Ferrari: Sly — A gróf; Bolond szolga
- Zádor Jenő: Diana – Francesco
- Riccardo Zandonai: Francesca da Rimini – Giovanni

## Díjai, elismerései
- 1948 – A Magyar Állami Operaház örökös tagja
- 1954 – Szocialista munkáért érdemérem